# Orientzomus luzonicus
Espèce
Synonymes
- Trithyreus luzonicus Hansen, 1905

Orientzomus luzonicus est une espèce de schizomides de la famille des Hubbardiidae.

## Distribution
Cette espèce est endémique de Luçon aux Philippines,.

## Description
Le mâle et la femelle mesurent 4 mm.

## Étymologie
Son nom d'espèce lui a été donné en référence au lieu de sa découverte, Luçon.

## Publication originale
- Hansen & Sørensen, 1905 : The Tartarides, a tribe of the order Pedipalpi. Arkiv för Zoologi, vol. 2, no 8, p. 1-78 (texte intégral).